# Gustav Peter Blom

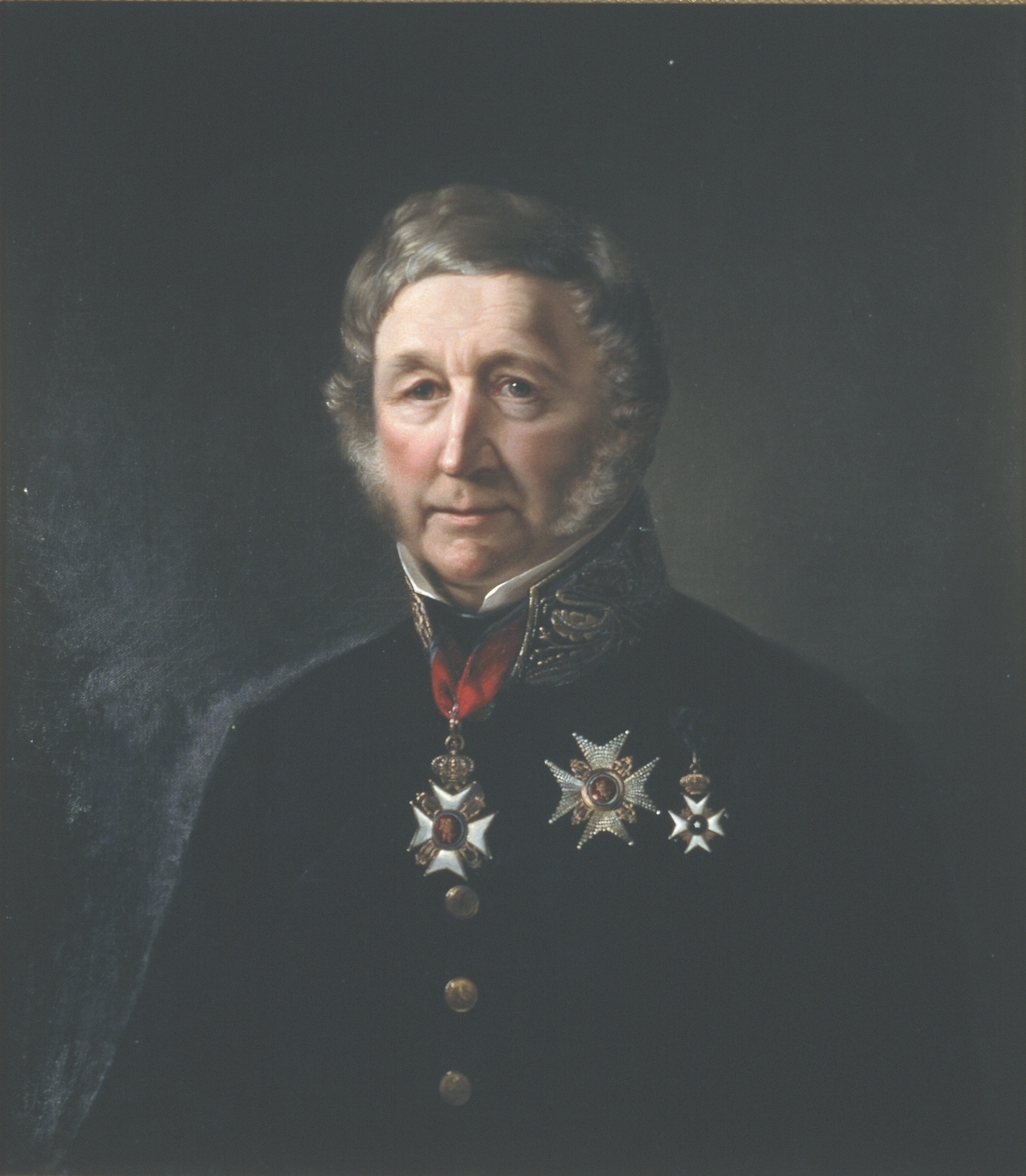
Gustav Peter Blom.

Gustav Peter Blom, född 4 juli 1785, död 28 oktober 1869, var en norsk politiker. Han var far till författaren Hans Ørn Blom och kusin till tonsättaren Christian Blom.
Blom blev sorenskriver i Norre Jarlsberg 1810, stadsfogde i Drammen 1826, och var amtman i Buskerud 1831-1857. Blom deltog i riksförsamlingen i Eidsvold och var där en av de främsta medlemmarna i det så kallade "vestpartiet", som var benäget för en union med Sverige. Under tiden 1830-1848 var han oftast medlem av Stortinget, där han gjorde sig känd som en konservativt sinnad, moderat realpolitiker. Blom var även verksam som statistisk och topografisk författare. Hans dagboksanteckningar från 1814 utgavs av Ludvig Daae i (Norsk) "Historisk Tidsskrift" 1890.